# Türkische Botschaft Washington, D.C.

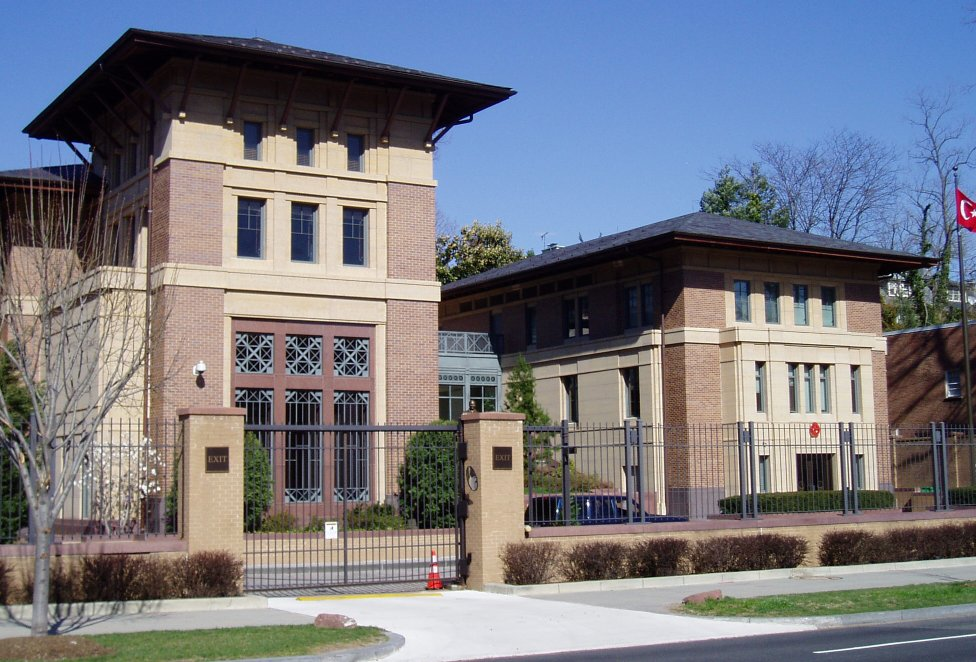
Das Botschaftsgebäude

Die Türkische Botschaft Washington, D.C., (offiziell: Botschaft der Republik Türkei Washington, D.C.; Türkiye Cumhuriyeti Vaşington Büyükelçiliği oder T.C. Vaşington Büyükelçiliği) ist die höchste diplomatische Vertretung der Republik Türkei in den Vereinigten Staaten. Seit 2014 residiert Serdar Kılıç als Botschafter der Republik Türkei in dem Botschaftsgebäude. Ahmet Muhtar Mollaoğlu war der erste Botschafter der Republik Türkei.
Das Botschaftsgebäude befindet sich auf der sogenannten „Embassy Row“ auf der Massachusetts Avenue.